# كيفن موراي (سياسي)
كيفن موراي (بالإنجليزية: Kevin Murray)‏ هو سياسي أمريكي، ولد في 1960. انتخب عضو مجلس ولاية كاليفورنيا وانتخب عضو جمعية ولاية كاليفورنيا.